# Astrid Tryggvesdatter
Astrid Tryggvesdatter (født ca. 962 – død ukendt), blev i 996 gift med Erling Skjalgsson på Sola (975 – 21. december 1028).

## Astrids slægt
Astrid var datter af Tryggve Olavsson, småkonge i Viken og Romerike (ca 930 – 968) og Astrid Eiriksdatter fra Rogaland (ca 934 – ukendt). Hun var søster af Olav Tryggvason (968 – 1000) og Ingeborg Tryggvesdatter (ca 961 – ukendt).

## Erling Skjalgsson
Erling Skjalgsson var den mægtigste høvding (herse) på Vestlandet, eller over hele Sydvest-Norge. Han var søn af Torolv Skjalg Ogmundsson, og morbror til Asbjørn Selsbane (som på modsat side var brorsøn af Tore Hund).
Snorre Sturlasson skriver i Olav Tryggvasons saga i Heimskringla at Erling Skjalgsson havde mange og store venner og var mægtig og venlig. Han havde altid halvfems frie mænd eller flere hos sig, og i møde med jarlerne havde han to hundrede mand eller flere med sig. Han ejede et stort hærskib med 32 rum, som tog mindst to hundrede mand.

## Olav Tryggvason på Gulatinget
Da Olav Tryggvason blev konge i Norge, var det vigtigt for ham at holde sig på god fod med en høvding som Erling Skjalgsson. En måde at gøre dette på var at binde slægterne sammen ved hjælp af ægteskab.
Snorre fortæller, at Olav Tryggvason i året 995 drog til Gulatinget for at blive hyldet som konge. Kongen sagde: «Hvad vil det kræve af mig for at vi skal blive bedst forliget?» Til det sagde Olmod: «Det var for det første at du ville gifte Astrid, din søster, med Erling Skjalgsson, vores ven. Ham regner vi nu for at være den af alle unge mænd i Norge man kan vente sig mest af.» 

## Giftermål og bryllup
Olav sagde ja, men Astrid sagde nej, men lod sig overtale efter stærkt pres fra broren. Ifølge Snorre skulle hun før hun gav efter have sagt:
«Så er det ikke stor nytte jeg har af at jeg er en konges datter og konges søster,» sagde hun, «når du vil gifte mig bort med en mand som ikke engang har høvdingnavn. Jeg vil heller vente nogle år på et bedre giftermål.»
Erling lod sig døbe og holdt bryllup sommeren året 996, hvortil en stor mængde mennesker kom. Olav Tryggvason var der også. Han tilbød Erling jarltitlen, men Erling sagde: «Mine venner har været høvdinge, og jeg vil ikke have højere navn end de. Men jeg vil gerne tage imod det af Dem, konge, hvis De lader mig blive den største i landet med den rang». Kongen lovede det. Og da de skiltes, gav kong Olav Erling alt land mellem Sognefjorden og Lindesnes til ham at forvalte.

## Barn
Til trods for at Astrid indledningsvis ikke var helt begejstret for giftermålet, fik hun og Erling mange børn med relativ korte mellemrum, noget som kan være en indikation på, at ægteskabet ikke var ulykkeligt:
1. Ragnhild Erlingsdatter (992 – ukendt), gift med Torberg Arnesson
2. Aslak Erlingsson (997 – 1028), gift med Sigrid Sveinsdatter, datter af Svein jarl
3. Skjalg Erlingsson (999 – 10. august 1062)
4. Sigurd Erlingsson (1001 – ukendt)
5. Lodin Erlingsson (1003 – ukendt)
6. Tore Erlingsson (1003 – ukendt)
7. Gertrud Erlingsdatter (1006 – ukendt)

## Eftermæle
Efter at Erling faldt den 21. december 1028, hører vi ikke mere til Astrid, og vi ved ikke hvornår hun døde.

## Ekstern henvisninger
- Slægtsside om Astrid